# سانتا أورسولا
بلدية سانتا أورسولا (بالإسبانية: Santa Úrsula) هي بلدية تقع في مقاطعة سانتا كروث دي تينيريفه التابعة لمنطقة جزر الكناري جنوب غرب إسبانيا.

## الديموغرافيا
بلغ عدد سكان بلدية سانتا أورسولا 14.333 نسمة عام 2011 (وفقاً للمعهد الوطني للإحصاء الإسباني).
| 9.591 | 10.186 | 11.571 | 12.632 | 13.393 | 14.013 | 14.333 |